# Alfred-Marie Liénard
Alfred-Marie Liénard (* 2. April 1869 in Amiens; † 29. April 1958 in Paris) war ein französischer Physiker und Ingenieur. Er ist vor allem für seine Einführung (unabhängig von Emil Wiechert) des sogenannten Liénard-Wiechert-Potentials (1898)  bekannt.
Von 1887 bis 1889 war Liénard Student an der École polytechnique und von 1889 bis 1892 an der École nationale supérieure des mines de Paris. Von 1892 bis 1895 war er Bergbauingenieur in Valencia, Marseille, und Angers. Von 1895 bis 1908 war er Professor an der École nationale supérieure des mines de Saint-Étienne und von 1908 bis 1929 war er Professor für Elektrotechnik an der École des mines de Paris. Im Ersten Weltkrieg diente er in der französischen Armee. Von 1929 bis 1936 war er Direktor der École des mines de Paris.
Liénard beschäftigte sich mit Elektrizität, Magnetismus, und Mechanik. 1898 (und zwei Jahre nach ihm Emil Wiechert) leitete er Gleichungen ab, mit welchen man die elektromagnetischen Effekte einer bewegten Ladung beschreibt (Liénard-Wiechert Potential). Er untersuchte ebenso Probleme in Bezug auf die Elastizität und Stärke von Materialien und verfasste Arbeiten über Thermodynamik und Hydrodynamik.
Liénard war Kommandeur der Ehrenlegion. Er war auch Vizepräsident der Société Française des Électriciens und er war Präsident der Société Mathématique de France.